# Torysky
Torysky (Hongaars: Tarcafő) is een Slowaakse gemeente in de regio Prešov, en maakt deel uit van het district Levoča.
Torysky telt 347 inwoners.